# Tobias Sana
Tobias Tigjani Sana, född 11 juli 1989 i Gunnareds församling i Göteborg, är en svensk-burkinsk fotbollsspelare (mittfältare) som spelar för Örgryte IS.

## Biografi
Tobias Sana är uppvuxen i förorten Lövgärdet utanför Göteborg. Hans mor är av svensk och hans far av burkinsk härkomst. Sana började sin fotbollskarriär som femåring i Marieholms BoIK och gick senare till Västra Frölunda IF, där han spelade i pojkallsvenskan med P-89. När han inte fick chansen i U-truppen gick han till Qviding där han blev uppflyttad till A-laget och spelade i Superettan under 2008 under Zoran Lukic som gav den unge Sana chansen att visa upp sig. Efter nästan två år i Qviding hade Sana fått många göteborgsklubbars blickar på sig och han värvades inför säsongen 2009 till IFK Göteborg.
Sana gjorde allsvensk debut 11 april 2009 i en match mot Djurgården på Gamla Ullevi och hann med att passa fram Pontus Wernbloom till 6-0-segern. En specialklausul i Sanas kontrakt tillät att han 19 augusti 2009 kunde göra tillfällig comeback för Qviding. Han spelade sju matcher för Qviding, och gjorde mål i debuten. Efter en tung vårsäsong i IFK Göteborg och i hård konkurrens bland lagets många mittfältare utvecklade sig även hans andra säsong i laget till en kamp för att slå sig in i startelvan.
Under vårsäsongen 2012 var Sana en nyckelspelare i IFK Göteborg, vilket skapade intresse från flera större klubbar. Den 1 augusti 2012 värvades han till AFC Ajax, och undertecknade ett treårsavtal med den holländska klubben. Den 19 augusti 2012 gjorde Sana debut i Ajax från start och gjorde då två mål och blev dessutom utnämnd till matchens spelare.
Sana gjorde landslagsdebut för Sverige i en VM-kvalmatch mot Tyskland den 16 oktober 2012 på Olympiastadion, när han byttes in i 78:e minuten. Matchen blev känd som "Bragden i Berlin" efter att Sverige hämtade upp ett 4-0-underläge.
I januari 2015 skrev Sana på ett fyraårigt avtal med Malmö FF. Under en match på Gamla Ullevi i april 2016 blev han attackerad med en smällare av en IFK Göteborgssupporter. Sana svarade med att kasta en hörnflagga mot Göteborgspubliken. Hans reaktion blev föremål för polisutredning. Sana friades dock från sportsliga bestraffningar. Den 1 oktober 2016 kom Sanas första mål i Malmö FF, när han gjorde matchavgörande 4–2-målet borta mot Häcken.
Den 8 juli 2017 värvades Sana av danska AGF.
Den 10 augusti 2019 värvades Sana tillbaka till IFK Göteborg I början av maj 2022 blev Sana avstängd från spel i IFK Göteborg. Den 19 maj 2022 meddelade IFK Göteborg att Sana sparkas efter att ha brutit mot "lagets och klubbens värdegrund om kamratligt och professionellt uppförande".
Den 10 augusti 2022 blev Sana klar för BK Häcken, där han skrev på ett 1,5-årskontrakt med option på ytterligare ett år. Under säsongen 2022 spelade Sana sex matcher och gjorde ett mål då BK Häcken vann sitt första SM-guld. I december 2023 kom beskedet om att Sana inte kommer att förlänga sitt kontrakt med Hisingslaget.
I februari 2024 skrev Sana på ett tvåårskontrakt med Örgryte IS.

## Meriter
Ajax
- Nederländsk mästare: 2013, 2014
- Nederländsk supercupvinnare: 2013

 Malmö FF
- Svensk mästare: 2016

 IFK Göteborg
- Svensk cupvinnare: 2020

 BK Häcken
- Svensk mästare: 2022